# Chrysis (insecte)
Pour les articles homonymes, voir Chrysis.
Genre
Synonymes
- Euchroeus Latreille, 1809

Chrysis est un genre d'insectes hyménoptères de la famille des Chrysididae qui regroupe près d'un millier d'espèces.

## Liste d'espèces
Selon ITIS :
- Chrysis atriventra
- Chrysis coerulans
- Chrysis nitidula
- Chrysis pellucidula
- Chrysis perpulchra
- Chrysis provancheri
- Chrysis sucincta
- Chrysis tridens

En Italie selon Database dei Chrysididae italiani :
- Chrysis aestiva
- Chrysis albanica
- Chrysis analis
- Chrysis angustifrons
- Chrysis angustula
- Chrysis auriceps
- Chrysis aurofacies
- Chrysis aurotecta
- Chrysis berlandi
- Chrysis bicolor
- Chrysis bihamata
- Chrysis calimorpha
- Chrysis cerastes
- Chrysis chlorospila
- Chrysis chrysoprasina
- Chrysis chrysostigma
- Chrysis cingulicornis
- Chrysis clarinicollis
- Chrysis coeruleiventris
- Chrysis comparata
- Chrysis comta
- Chrysis consanguinea
- Chrysis continentalis
- Chrysis corsica
- Chrysis cortii
- Chrysis cuprata
- Chrysis cupratoides
- Chrysis cylindrica
- Chrysis daphnis
- Chrysis destefanii
- Chrysis diacantha
- Chrysis elegans
- Chrysis emarginatula
- Chrysis equestris
- Chrysis exsulans
- Chrysis fasciata
- Chrysis frivaldszkyi
- Chrysis fugax
- Chrysis fulgida
- Chrysis germari
- Chrysis gracillima
- Chrysis graelsii
- Chrysis gribodoi
- Chrysis grohmanni
- Chrysis hydropica
- Chrysis ignita
- Chrysis illigeri
- Chrysis immaculata
- Chrysis inaequalis
- Chrysis indigotea
- Chrysis insperata
- Chrysis integra
- Chrysis interjecta
- Chrysis iris
- Chrysis jucunda
- Chrysis lanceolata
- Chrysis leachii
- Chrysis leptomandibularis
- Chrysis longula
- Chrysis lucida
- Chrysis lusitanica
- Chrysis maderi
- Chrysis manicata
- Chrysis marginata
- Chrysis maroccana
- Chrysis mediadentata
- Chrysis mediata
- Chrysis melaensis
- Chrysis millenaris
- Chrysis mixta
- Chrysis mysticalis
- Chrysis obtusidens
- Chrysis paglianoi
- Chrysis perezi
- Chrysis phryne
- Chrysis provenceana
- Chrysis pseudobrevitarsis
- Chrysis pseudogribodoi
- Chrysis pulchella
- Chrysis pulcherrima
- Chrysis pyrrhina
- Chrysis ragusae
- Chrysis ramburi
- Chrysis ruddii
- Chrysis rufitarsis
- Chrysis rutilans
- Chrysis rutiliventris
- Chrysis scutellaris
- Chrysis semicincta
- Chrysis sexdentata
- Chrysis simplonica
- Chrysis splendidula
- Chrysis subcoriacea
- Chrysis subsinuata
- Chrysis sucincta
- Chrysis taczanovskii
- Chrysis tingitana
- Chrysis valesiana
- Chrysis varidens
- Chrysis viridissima
- Chrysis viridula